# Iyo (Ehime)
Iyo (jap. 伊予市 -shi) ist eine Stadt in der Präfektur Ehime an der Nordküste der Insel Shikoku in Japan.

## Geographie
Iyo liegt südwestlich von Matsuyama und nördlich von Uwajima.

## Geschichte
Iyo wurde am 1. Januar 1955 gegründet. Die beiden Gemeinden Nakayama (中山町 -chō) und Futami (双海町 -chō) des Landkreises Iyo wurden am 1. April 2005 eingemeindet.

## Verkehr
- Straße:
  - Matsuyama-Autobahn
  - Nationalstraßen 56, 378
- Zug:
  - JR Yosan-Linie: nach Takamatsu oder Uwajima
  - JR Uchiko-Linie

## Angrenzende Städte und Gemeinden
- Ōzu
- Uchiko

## Persönlichkeiten
- Keigo Abe (1938–2019), Karateka und Träger des 9. Dan
- Masanobu Fukuoka (1913–2008), erst Mikrobiologe, dann Bauer.
- Haruna Sakakibara (* 1994), Ruderin
- Daichi Kamada (* 1996), Fußballspieler